# Pérouse (Cantache)
Die Pérouse (oberhalb von Balazé Ruissau de Landemoux genannt) ist ein kleiner Fluss im Westen von Frankreich, der im Département Ille-et-Vilaine der Region Bretagne nördlich der Stadt Vitré verläuft.

## Geografie

### Verlauf
Die Pérouse entspringt im nordöstlichen Gemeindegebiet von Châtillon-en-Vendelais, entwässert generell Richtung Südwesten und mündet nach rund 15 Kilometern im Gemeindegebiet von Montreuil-sous-Pérouse unmittelbar vor dem Einlauf zum Stausee Plan d’Eau de la Cantache als linker Nebenfluss in die Cantache.

### Orte am Fluss
(Reihenfolge in Fließrichtung)
- Pas Ouïe, Gemeinde Châtillon-en-Vendelais
- Landemoux, Gemeinde Châtillon-en-Vendelais
- Montautour
- Balazé
- Montreuil-sous-Pérouse